# الكراغلة
الكَرَاغِلَةُ (بالتركية: قول‌اوغلی/Koloğlu) مصطلح مستخدم خلال فترة الدولة العثمانية لتمييز مجموعة إثنية لنسل المختلط نتيجة تزاوج الرجال الأتراك ونساء شمال إفريقيا الموجود في المناطق الساحلية الشرقية والوسطى في ساحل المغرب العربي (مثلا في الجزائر، وليبيا، وتونس). في حين أن المصطلح كان شائع الاستخدام في الجزائر العثمانية وليبيا العثمانية وتونس العثمانية، إلا أنه لم يستخدم في مصر العثمانية للإشارة إلى الأتراك المصريين. اليوم، اندمج أحفاد الكراغلة إلى حد كبير في مجتمعاتهم المحلية بعد الاستقلال، ولكنهم لا يزالون يحتفظون ببعض تقاليدهم الثقافية (خاصة الطعام)؛ كما أنهم يواصلون ممارسة شعائر الإسلام وفق المذهب الحنفي (على عكس أعراق شمال إفريقيا التي تتبع المذهب المالكي)، كما أنهم يحافظون على ألقابهم التركية الأصل.تقليديا، مساجدهم على الطراز المعماري العثماني ويمكن تمييزها وخاصة من المآذن المثمنة.

## أصل التسمية
الكراغلة أو الكول اوغلية (الكوارغلية) كلمة تركية أطلقت في العهد العثماني على إيالات العثمانية في شمال إفريقيا وتعني أبناء جنود الفرقة العسكرية العثمانية من «كول» «جندي/فرقة عسكرية »  «اوغلو» وتعني «ابن ال» استخدم المصطلح للإشارة إلى الذرية الناتجة عن زيجات الأتراك من النساء الليبيات والتونسيات والجزائريات
. أصل التسمية راجع للمططلح التركي “كول اغلي ” kol oğlu وترجمتها الحرفية: ’’ابن الجندي’’.
وابن الجندي أو الكراغلة هو مصطلح شامل يطلق على كل البلدان التي حكمها العثمانيين الأتراك، ليسوا كلهم بالضرورة من قومية تركية، بل منهم الكثير من دول البلقان والشراكسة والبوسنة واليونان، وباقي إثنيات شرق أوروبا التي كانت تشكل القوة الضاربة لجيوش العثمانيين. كما تشمل هذه التسمية ذرية الزيجات المختلطة التي كانت بين رجال هؤلاء العثمانيين والنساء المحليات (تونسيات أو ليبيات أو جزائريات).
وللمؤرخ «إسماعيل كمالي»، الذي شارك «هنريكو دي آغوستيني» في تجميع مادة كتابه الموسوعي الضخم عن سكان ليبيا، رأي بأن لقب الكراغلة كان يطلق على كل من انخرط في سلك الجندية بغض النظر عن أصولهم العرقية، أتراكا أو محليين سواء أكانوا عربا أو أمازيغ بربر وهكذا برزت أسماءهم في الوظائف الحكومية خاصة في جباية ضرائب الميري وجمع الجند للحملات.[بحاجة لمصدر]

## الكراغلة في الجزائر
الكراغلة،
نتيجة تزاوج أفراد الجيش التركي بنساء الجزائر، وظهرت لأول مرة في مدن تلمسان، معسكر، مستغانم، «قلعة بني راشد»، مازونة، مليانة، المدية، البرواقية، القليعة، بسكرة، قسنطينة، وعنابة. ويعود تاريخ هذا العنصر البشري كفئة مستقلة ومتميزة ومستقلة تنافس الأتراك العثمانيين في الامتيازات إلى سنة 1596م. ولقد تضاربت الإحصائيات حول عدد الكراغلة في الجزائر عشية الاحتلال الفرنسي فتم إحصاء خمسة عشرة ألف في حين قدرهم «شالر» في سنة 1825م بعشرين ألف نسمة. أما «فانتور دي بارادي» فقدر عددهم في سنة 1754 بحوالي عشرة ألف نسمة وفي إحدى الدراسات التي أعدها «مارسيل اميريت» واعتمد فيها على تقارير الضباط الفرنسيين، خلال السنوات الأولى من الاحتلال الفرنسي، أن الكراغلة في بايلك الغرب، كانوا منتشرين في المدن الآتية: خمسمائة جندي في تلمسان وخمسمائة وأربعة في مستغانم وخمسمائة في «مازون» وثمانون عائلة بقلعة «بني راشد» وتضم المدية، عاصمة بايلك التيطري عدد كبير منهم، أما في مدينة الجزائر فإن عددهم كان ضئيلا إلا إنهم كانوا يشكلون القسم الأكبر من سكان مدينتي القليعة والبليدة، وكانت «قبيلة الزيتون» لوحدها باستطاعتها تسليح ثمانية ألاف محارب في فترة الحرب، وفي بايلك قسنطينة، كان الكراغلة يقيمون في الحاميات العسكرية مثل: تبسة، زمورة وعنابة، وتعد حامية ميلة من أكبر الحاميات في البايلك.
يوجد حاليًا أكثر من أربعين عائلة جزائرية ذات الأصول العثمانية.

## الكراغلة في ليبيا
فالكراغلة كفئة من سكان ليبياموزعون على كل ليبيا

## الكراغلة في تونس
أما في تونسفالوجود العثماني مازال ظاهرا لحد اليوم بكثرة مقارنة بالجزائر وذلك راجع إلى أنها كانت بوابة العثمانيين التي دخلوا منها لباقي دول شمال افريقيا ويقدر المتخصصون نسبة المنحدرين من أصول أؤلئك العثمانين وعائلاتهم في تونس بين 10 إلى 15% من اجمالي عدد السكان. أشهرهم هو الرئيس السابق لتونس الحبيب بورقيبة التي تعود أصوله لكراغلة ليبيا.

## طباعهم وأخلاقهم
لم يتحدث المؤرخون عن ذلك، إلا أنه يمكن أن نستنتج أنه بحكم أن أبائهم الأتراك، طمحوا في نيل الامتيازات التي يحظاها الأتراك العثمانيون، وحافظوا على حالة نفسية متعالية أمام أخوالهم العرب والبربر، وما بلوغهم منصب الباي إلا دليلا على طموحهم المستمر، وفي هذا الصدد، كتب «مولود قايد» بشأنهم أنهم يشعرون بمركب العظمة.

## الفنون والآداب
كانت عاصمة الإمبراطورية العثمانية، إسطنبول، الموقع المركزي حيث اجتمع الفن والأدب والعلماء من جميع المحافظات لتقديم أعمالهم. ونتيجة لذلك، تأثر العديد من الناس واستعاروا الروائع من الذين تواصلوا معهم. ونتيجة لذلك، تبنت اللغة العربية عدة مصطلحات من أصل تركي بالإضافة إلى التأثيرات الفنية.

### الموسيقى
أثر التفاعل الثقافي بين العرب والأتراك كثيرًا على موسيقى المحافظات العربية. ظهرت مقامات جديدة في الموسيقى العربية (مكام، وهو نظام تركي من أنواع الألحان)، مثل الحجازار وشهناز ونوثر، بالإضافة إلى مصطلحات الموسيقى.

### المسرح
قدم الأتراك عرض الدمى كراكوز وعيواظ، والذي يتعلق بمغامرات شخصين: كراكوز (بمعنى «العين السوداء» باللغة التركية) وعيواظ (بمعنى «إفاز الحاج»). تحظى هذه العروض المسائية بشعبية خاصة خلال شهر رمضان.

## شخصيات بارزة
- حسن باشا، نجل باربيروس، وداي دالجر [29]
- أحمد بن التريكي شاعر [30]
- حسين خوجة سياسي ومؤرخ
- عبد الكريم دالي، مغني وموسيقي
- حسين باي الأول، باي تونس [31]
- محمد الصغير بن يوسف، مؤرخ [32]
- حمدان خوجة، نبيل ومتعلم [33]
- حاج أحمد باي، باي قسنطينة [34]

- رمضان السويحلي مجاهد ليبي

### بالإنجليزية
- Abu-Haidar، Farida (1996)، "Turkish as a Marker of Ethnic Identity and Religious Affiliation"، Language and Identity in the Middle East and North Africa، Routledge، ISBN:1136787771.
- Benkato، Adam (2014)، "The Arabic Dialect of Benghazi, Libya: Historical and Comparative Notes"، Zeitschrift für Arabische Linguistik، Harrassowitz Verlag، ج. 59، ص. 57–102
- Benrabah، Mohamed (2007)، "The Language Planning Situation in Algeria"، Language Planning and Policy in Africa, Vol 2، Multilingual Matters، ISBN:1847690114.
- Box، Laura Chakravarty (2005)، Strategies of Resistance in the Dramatic Texts of North African Women: A Body of Words، Routledge، ISBN:1135932077.
- Boyer، Pierre (1970)، "Le problème Kouloughli dans la régence d'Alger"، Revue de l'Occident musulman et de la Méditerranée، ج. 8، ص. 77–94، مؤرشف من الأصل في 2015-09-24
- Daumas، Eugène (1943)، Women of North Africa: or "The Arab Woman"، Indiana University Press، ASIN:B0007ETDSY.
- Hizmetli، Sabri (1953)، "Osmanlı Yönetimi Döneminde Tunus ve Cezayir'in Eğitim ve Kültür Tarihine Genel Bir Bakış" (PDF)، Ankara Üniversitesi İlahiyat Fakültesi Dergisi، ج. 32، ص. 1–12، مؤرشف من الأصل (PDF) في 2020-01-09
- İhsanoğlu، Ekmeleddin (2003)، "Cross fertilization between Arabic and other languages of Islam"، Culture and Learning in Islam، UNESCO، ISBN:9231039091.
- Jacobs، Daniel؛ Morris، Peter (2002)، The Rough Guide to Tunisia، Rough Guides، ISBN:1858287480.
- Khalidi، Rashid (1991)، The Origins of Arab Nationalism، Columbia University Press، ISBN:0231074352.
- Kia، Mehrdad (2011)، Daily Life in the Ottoman Empire، ABC-CLIO، ISBN:0313064024.
- Lorcin، Patricia M. E. (1999)، Imperial Identities: Stereotyping, Prejudice and Race in Colonial Algeria، Indiana University Press، ISBN:0253217822.
- Oxford Business Group (2008)، The Report: Algeria 2008، Oxford Business Group، ISBN:1-902339-09-6 {{استشهاد}}: |الأخير= باسم عام (مساعدة).
- Pan، Chia-Lin (1949)، "The Population of Libya"، Population Studies، ج. 3، ص. 100–125، DOI:10.1080/00324728.1949.10416359
- Prochazka، Stephen (2004)، "The Turkish Contribution to the Arabic Lexicon"، Linguistic Convergence and Areal Diffusion: Case Studies from Iranian, Semitic and Turkic، Routledge، ISBN:1134396309.
- Ruedy، John Douglas (2005)، Modern Algeria: The Origins and Development of a Nation، Indiana University Press، ISBN:0253217822.

### بالفرنسية
- Pierre Boyer, « Le problème Kouloughli dans la régence d'Alger », Revue de l'Occident musulman et de la Méditerranée, no 8, 1970, ص. 79-80

, en ligne sur le site Persée
- Marcel Émerit, « Les tribus privilégiées en Algérie dans la première moitié du XIXe قرن », Annales. Économies, Sociétés, Civilisations, 1966, Volume 21, Numéro 1, ص. 44–58

, en ligne sur le site Persée